# Tiaolou (köpinghuvudort i Kina, Hainan Sheng, lat 19,94, long 109,54)
Tiaolou är en köpinghuvudort i Kina. Den ligger i provinsen Hainan, i den södra delen av landet, omkring 85 kilometer väster om provinshuvudstaden Haikou. Antalet invånare är 48 992. Befolkningen består av 23 246 kvinnor och 25 746 män. Barn under 15 år utgör 27,0 %, vuxna 15-64 år 65 %, och äldre över 65 år 7,0 %.
Runt Tiaolou är det tätbefolkat, med 257 invånare per kvadratkilometer. Närmaste större samhälle är Lincheng, 16,1 km öster om Tiaolou. 
Genomsnittlig årsnederbörd är 2 661 millimeter. Den regnigaste månaden är juli, med i genomsnitt 450 mm nederbörd, och den torraste är januari, med 24 mm nederbörd.